# Tvrdići
Tvrdići (Servisch cyrillisch Тврдићи) is een plaats in de Servische gemeente Požega. De plaats telt 275 inwoners (2002).